# Peter Burkhard

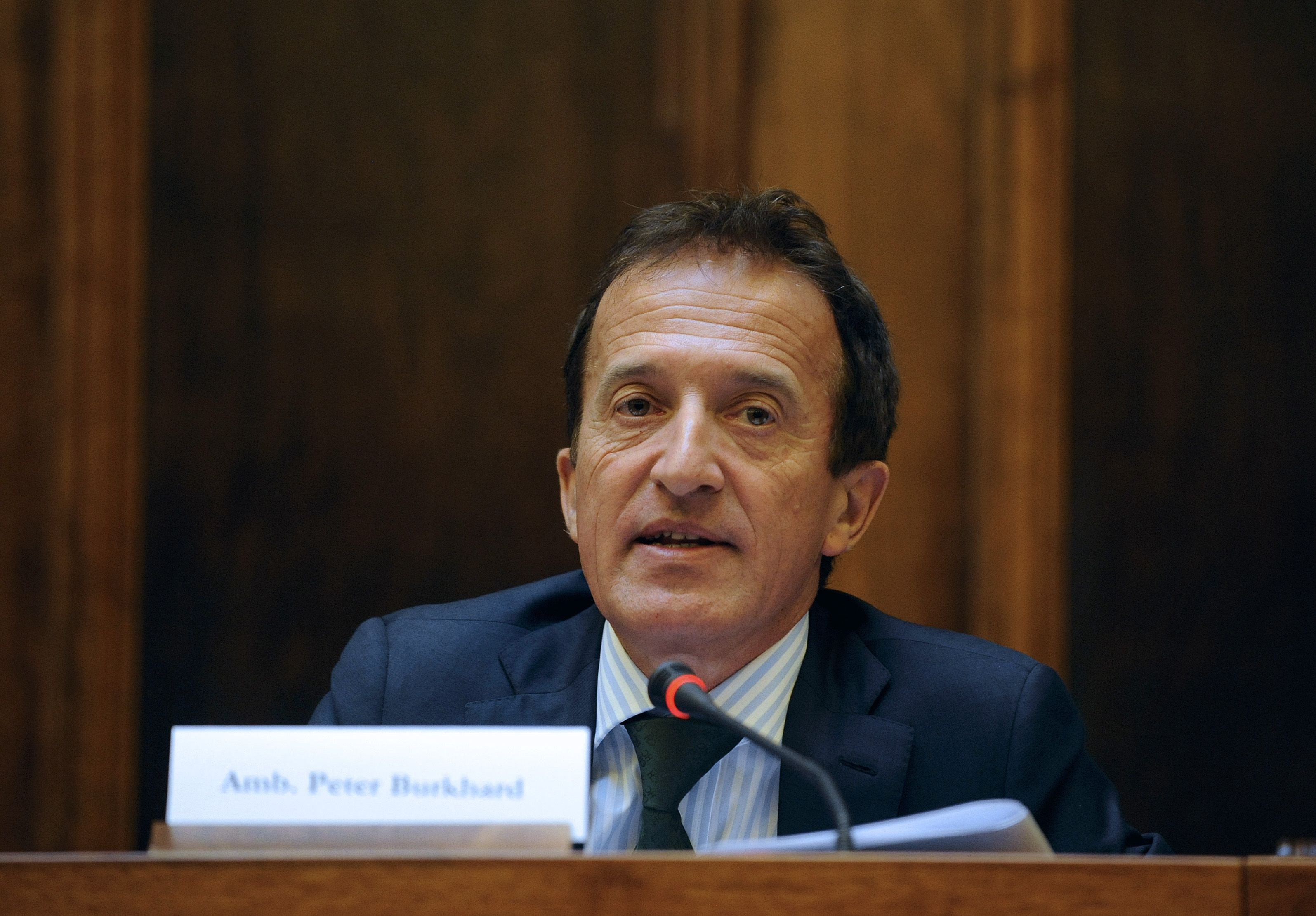
Peter Burkhard (2015)

Peter Burkhard (* 10. Dezember 1955 in Zürich) ist ein Schweizer Diplomat aus Sumiswald (Kanton Bern).

## Leben
Burkhard absolvierte 1974 das Gymnasium in St. Gallen (Wissenschaft und Russisch), 1979 erlangte er das Lizenziat in physikalischer Chemie an der Universität Zürich (mit doppelter Auszeichnung) und promovierte 1984 in physikalischer Chemie an der Universität Zürich. Von 1985 bis 1986 war er für ein Postdoc-Forschungsaufenthalt an der Akademie der Wissenschaften der UdSSR in Nowosibirsk als erster ausländischer Wissenschaftler eingesetzt und anschliessend machte er bis 1987 Gaststudien in Recht, Wirtschaft und Geschichte an der Universität St. Gallen und an der Universität Zürich.
Im Jahr 1987 trat Burkhard in den Diplomatischen Dienst des Eidgenössischen Departements für auswärtige Angelegenheiten (EDA) ein. Anschliessend war er bis 1988 Attaché der Schweizerischen Botschaft in Den Haag, Niederlande, und 1988/1989 absolvierte er ein Training am Genfer Hochschulinstitut für internationale Studien. Von 1989 bis 1993 war er Stellvertretender Leiter der Wirtschaftsabteilung an der Schweizer Botschaft in Bonn und danach bis 1995 Botschaftssekretär an der Schweizerischen Botschaft in Moskau.
Von 1995 bis 1996 war er im Stab – verantwortlich für die politische Verantwortung – der Schweizer OSZE-Präsidentschaft und anschliessend bis 1999 Stabschef der vom Bundesrat eingesetzten Task Force «Schweiz – 2. Weltkrieg», die alle Fragen im Zusammenhang mit der Kontroverse um die Rolle der Schweiz zur Zeit des Zweiten Weltkriegs betrachtete. Burkhard war 1999 bis 2002 Missionschef und OSZE Projekt Koordinator in Kiew und von 2002 bis 2004 Missionschef im OSZE Büro in Baku. Im Jahr 2004 wurde er zum Schweizer Botschafter in den Republiken Usbekistan, Kirgisistan und Tadschikistan mit Sitz in Taschkent ernannt. Nach vier Jahren wechselte er 2009 in die Vertretung in den Ländern Kuba und Jamaika mit Sitz in Havanna. Ab 2012 bis 2016 war er als Missionschef und Botschafter bei der OSZE-Mission im serbischen Belgrad tätig. Als seine letzte berufliche Tätigkeit war er von 2016 bis 2020 Schweizer Botschafter in Ungarn.
Burkhard ist verheiratet und hat ein Kind.